# Kazuo Iwamura
Pour les articles homonymes, voir Kazuo et Iwamura.
Kazuo Iwamura (岩村 和朗, Iwamura Kazuo), né le 3 avril 1939 à Tokyo et mort le 19 décembre 2024, est un auteur-illustrateur japonais pour la littérature jeunesse. Il est particulièrement connu en France pour la série d'albums La Famille Souris.

## Biographie

### Carrière
En 1945, à six ans, Kazuo entre à l’école primaire alors que le Japon capitule devant les États-Unis. Dix ans plus tard, alors que les universités rouvrent leurs portes, Kazuo suit un cursus à l’École nationale supérieure des arts décoratifs puis après son diplôme, travaille comme illustrateur pour les émissions de la télévision japonaise NHK.
İl écrit et dessine ses premiers livres pour enfants après avoir été graphiste dans une entreprise de cosmétiques. Sa série La Famille Souris comporte 14 albums, publiés de 1986 à 2008.

### Vie privée
Kazuo Iwamura vécut dans la ville japonaise de Mashiko, dans la Région du Kantō. İl a reçu l’insigne de Chevalier des Arts et Lettres en décembre 2014.
Il meurt le 19 décembre 2024 à l'âge de 85 ans, mais l'annonce de sa mort n'a lieu que le 22 janvier 2025, après que ses obsèques ont été célébrées en présence de proches parents,.

## Ouvrages

### La Famille Souris
Plusieurs tomes ont été traduits en français par Irène Schwartz et publiés par L’École des loisirs, dont une anthologie (Les 4 saisons de la Famille Souris) qui reprend les albums Une nouvelle maison pour la famille Souris, Le petit déjeuner de la famille Souris, L'hiver de la famille Souris, Le pique-nique de la famille Souris. 
La série comporte 14 albums, publiés de 1986 à 2008.
1. Une nouvelle maison pour la famille Souris (original : 14ひきのひっこし[7], 1982), janvier 1985[8].
2. Le Petit-déjeuner de la famille Souris (original : Juyonhiki no asagohan, 1983), 1985.
3. Le Train des souris (original : ねずみのでんしゃ, 1982[9]), 1986[10] (illustrateur).
4. Les Souris à la plage (original : ねずみのかいすいよく, 1983), 1986 (illustrateur).
5. Les souris vont à la pêche, janvier 1987 (original : Nezumi no Sakanatsuri, 1981), (illustrateur)
6. L’hiver de la famille Souris (original : Juyonhiki no Samui Fuyu, 1985), 1986.
7. La Famille Souris et la racine géante (original : 14ひきのやまいも, 1987[11]), janvier 1989.
8. Le Pique-nique de la famille Souris (original : 14ひきのぴくにっく, 1986), 1988.
9. La Famille Souris dîne au clair de lune (original : Juyonhiki no otsukini, 1988), mars 1989.
10. La Lessive de la famille Souris (original : 14 Mice Washing in the River, 1990), octobre 1990.
11. La Fête d'automne de la famille Souris (original : 14-Hiki no Akimatsuri, 1992), 1993.
12. La Famille Souris se couche (original : 14 Mice Go to Bed, 1994), mai 1995.
13. La Famille Souris et le potiron (original : Juyonhiki no Kabocha, 1997), septembre 1997.
14. La Famille Souris et la mare aux libellules (original : Mice and Dragonfly Pond), juin 2003.
15. La Famille Souris prépare le Nouvel An (original : Jūyonhiki no mochitsuki), novembre 2008.

### Autres œuvres
- Les jeux magiques de Tan-Tan, les bretelles rouges, 1978
- Les jeux magiques de Tan-Tan, la pochette surprise, 1981
- Quand dormez-vous ?, 1982
- Le Grand Tom Et Le Petit Pom, 1982
- A table !, 1988
- Le Piano des bois (original : Piano in the Woods), janvier 1989
- Réveille-toi !, 1996
- On est là, Père Noël ! (original : Karu-chan Eru-kun iina iina), 1998
- Réflexions d'une grenouille ! (original : A Frog in Reflection), 2001
- Les Nouvelles Réflexions d'une grenouille, 2002
- Les Rêves d'une grenouille, 2003
- Ma vie de grenouille, 2004
- Tout est rouge (original : Makka-na seetaa), 2004
- Sous l'orage (original : Yudachi no tomodachi), 2004
- Vive la neige ! (original : Yukinohiwa atsui atsui), 2005
- Le Printemps des écureuils (original : Mou harudesune), 2005
- Le Petit Chat qui se réveillait tout mouillé, 2007
- La Pomme rouge (original : Ringo ga Hitoshu), avril 2010
- Fû, Hana et les pissenlits, octobre 2016